# Emiliano Martínez
Damián Emiliano Martínez (Mar del Plata, 1992. szeptember 2. –) világbajnok argentin válogatott labdarúgó, az angol Aston Villa kapusa.

## Klubcsapatokban
Martínez 2008-ban csatlakozott az Independiente ifiakadémiájához, majd 2010-ben az Arsenalhoz szerződött. A 2011/12-es szezon végén kölcsönvette az Oxford United kapusai sérülése miatt. 2012. május 5-én, a Port Vale elleni idényzáró bajnokin mutatkozott be tétmeccsen az angol labdarúgásban. A mérkőzést a Port Vale nyerte 3-0-ra.
2012. augusztus 26-án, az Arsenalnál leülhetett a kispadra, a Stoke City elleni bajnokin, majd szeptember 2-án, a Liverpool ellen is, mivel Wojciech Szczęsny és Łukasz Fabiański is sérült volt.
Szeptember 26-án mutatkozott be az Ágyúsok felnőtt csapatában, a Ligakupa harmadik körében, a Coventry City ellen. A következő fordulóban, a Reading ellen is ő védett. Az első félidőben négy gólt kapott, de végül az Arsenal nyert 7-5-re.
2013. október 15-én kölcsönbe került a másodosztályú Sheffield Wednesdaybe 28 napra. 2014. november 14-én az Arsenal meghosszabbította a kölcsönszerződést 2014. január 1-ig. A Wednesdayben 2013. november 23-án debütált a yorkshirei rivális Huddersfield Town ellen. A kölcsönt nemsokára a szezon végéig meghosszabbították.
Emiliano Martínez egy fel nem használt csere volt a 2014. augusztus 10-én rendezett szuperkupa-meccsen, 3–0-ra verték a Manchester Cityt a Wembley Stadionban.
A Bajnokok Ligájában az RSC Anderlecht ellen mutatkozott be, az Arsenal 2–1-re nyert. A Premier League-ben a megsérülő Wojciech Szczęsny helyett állt be a második félidőben a Manchester United ellen az Emirates Stadionban. Wojciech Szczęsny és David Ospina sérülései miatt Martínez védhetett a Borussia Dortmund elleni Bajnokok Ligája-csoportmeccsen, a november 26-i találkozón nem kapott gólt, csapata 2-0-ra nyert hazai pályán. "Hibátlan" teljesítménye miatt az UEFA beválasztotta a forduló csapatába. Négy nappal később először kezdett a Premier League-ben a West Brom ellen, amit szintén négy nappal később követett a második a Southampton ellen. Mindkét meccsen 1-0-ra nyertek.

## Válogatottban
Martínez 2009-ben két alkalommal szerepelt az U17-es argentin válogatottban. 2009 és 2011 között az U20-as válogatottnak is tagja volt, ahol öt mérkőzésen védett. 2011 júniusában Óscar Ustari helyére behívták a felnőttválogatottba Nigéria ellen.

## Statisztika

### A válogatottban
2022. december 18-án frissítve.
| Nemzeti válogatott | Év       | Meccs | Gólok |
| ------------------ | -------- | ----- | ----- |
| Argentína          | 2021     | 14    | 0     |
| Argentína          | 2022     | 12    | 0     |
| Összesen           | Összesen | 26    | 0     |

## Sikerei, díjai

### Klubcsapatban
Arsenal
- Angol kupagyőztes: 2019–2020
- FA Community Shield: 2014, 2015, 2020

### A válogatottban
Argentína
- Copa América: 2021
- Artemio Franchi-trófea: 2022
- Világbajnokság: 2022
- Lev Jasin-díj: 2023[17]

### Egyéni
- Aston Villa FC – a szezon játékosa: 2020–21
- Copa América – Aranykesztyű: 2021
- Copa América – A bajnokság csapata: 2021
- Világbajnokság Aranykesztyű: 2022
- Lev Jasin-díj - A legjobb kapusnak járó díj: 2023
- Lev Jasin-díj - A legjobb kapusnak járó díj: 2024

## Fordítás
Ez a szócikk részben vagy egészben  a   Damián Martínez című angol Wikipédia-szócikk ezen változatának fordításán alapul.  Az eredeti cikk szerkesztőit annak laptörténete sorolja fel. Ez a jelzés csupán a megfogalmazás eredetét és a szerzői jogokat jelzi, nem szolgál a cikkben szereplő információk forrásmegjelöléseként.